# VF-5000 スターミラージュ
VF-5000 スターミラージュ（ブイエフ ごせん スターミラージュ、Star Mirage）は、「マクロスシリーズ」に登場する架空の兵器。初出は、1997年発売のOVA『マクロス ダイナマイト7』。可変戦闘機（ヴァリアブル・ファイター、Variable Fighter＝VF）の1つで、「ファイター（航空機）」と「バトロイド（人型ロボット）」、両者の中間形態である「ガウォーク」の3形態に変形する。
新統合軍の主力機の一つで、「VF-1 バルキリー」をベースに大気圏内性能を強化した機体。愛称（ペットネーム）の「スターミラージュ」は、フランス・ダッソー社が製造している実在の軍用機群「ミラージュ・シリーズ」にちなんだ名称。
メカニックデザインは、歴代作品に登場するVFをデザインしてきた河森正治が担当した。デザインモチーフは、アメリカ・ジェネラル・ダイナミクス社が製造している実在の戦闘機F-16 ファイティングファルコン。

## 概要
もともとは1995年3月に小学館より刊行されたムック『THIS IS ANIMATION Special マクロスプラス』に掲載された可変戦闘機「VF-5000」。その後、1997年のOVA『マクロス ダイナマイト7』では惑星ゾラのパトロール隊としてアニメに初登場する。この時、初めてガウォーク形態、バトロイド形態が披露される。2000年に発売された『マクロスプラス ゲームエディション』では、VF-5000Bが登場、『マクロスM3』では新統合軍特務部隊「ダンシング・スカル隊」の配備機として登場するなどゲームにも進出している。

## 機体解説
大気圏内を苦手とするVF-4 ライトニングIIIの穴埋めを目的に配備された制空戦闘機。2011年にストンウェル・ベルコム、新中州重工2社による共同開発が開始され、その1年後の2012年に両社の航空開発部門が合併した「新星インダストリー社」に開発が引き継がれ完成した。
一部にゼントラーディ系技術が導入されているものの、基本的にはVF-1 バルキリーを母体とした在来技術の集合体である。その分、実戦での信頼性・耐久性に優れており、一部生産ラインをVF-1と共有することで、大幅なコスト削減を実現している。操縦系統も大部分の流用が利くため、機種転換の容易さからも高評価を受けている。この堅実な設計思想は、以降の新星社製VFにも大きな影響を与えていくこととなる。なお、「VF-5000」という型式番号には、同じくVF-1から発展したVF-3000 クルセイダーの流れも汲む機体という意味が込められている。
大気圏内での高い空力性能を実現するため、機体形状は胴体と主翼が一体化したブレンデッドウィングボディ構造を採用。また、極力直線的な平面構成とすることでレーダー反射断面積を小さくし、既存のVFにはない高いステルス性を得ている。一部では、レーダー波自体を吸収・拡散する特殊塗装が施された機体も存在するとされる。固定装備の頭部レーザー機銃は、ファイター時に従来機とは逆の斜め上後方に配置されるのが特徴で、背後に取り付いた敵機を迎撃するのに非常に有効である。これは、以降に開発されるVFの多くが同方式を採用していることからも証明されている。バトロイドへの変形方法は基本的にVF-1を参考にしているが、ファイター時の形状の影響から一見別機体である印象を受ける。
大気圏内での機動に優れているため、おもに可変攻撃機（ヴァリアブル・アタッカー：VA）が投入される場合には上空援護および制空戦闘を担当する。また、衛星軌道上からの降下作戦や、その逆に大気圏内から衛星軌道上への移動が必要な場合には、大気圏内外両用の専用ブースターパックを使用する。
2020年より量産が開始され、惑星ネオ・ヨークにて新統合軍の特務部隊ダンシング・スカルにも試験配備される。VF-4より安価かつ大気圏内での能力が優れていたため、大気圏内を中心に徐々に世代交代していき、2020年代後半には新統合軍の主力機となる。2030年にVF-1の汎用性と高い基本性能を両立した後継機VF-11 サンダーボルトが登場するとVF-4とともに主力の座を降りる。その後は民間に払い下げられ、その多くが辺境の移民惑星などで使用されるようになる。惑星ゾラ自治政府の銀河パトロール隊では統合軍によって貸与されたVF-5000Gが2047年においても主力として使用されている。

## 拡張装備
大気圏内外両用ブースターパック
機動性、火力など総合能力の向上を目的とした拡張装備。VF-1のスーパーパックとは違い、単発式の背部ロケットブースターを採用している。ブースターの先端部にはマイクロミサイルランチャーを備えている。脚部にはミサイルポッドを備えたプロペラントタンクを装備する。ブースターを使用することで衛星高度まで上昇可能になる。『マクロス ダイナマイト7』に登場。
大気圏内外両用スーパーパック
機体上面にはジェット・ロケット兼用ブースターを、エンジンナセル部にはミサイルランチャーを備えたファストパックを装備する。後述のガレージキット用に描き下ろされた。
なお、統合政府首席補佐官人質事件にて、VFX-11がVF-5000用のスーパーパーツを流用した、とされているが、これが前述の大気圏内外両用ブースターパックを指すのか、この大気圏内外両用スーパーパックを指すのかは不明。
時空共振サウンドスピーカーシステム
惑星ゾラ近隣宙域に出没する銀河クジラとの交信を目的にローレンスが提案し、銀河パトロール隊に配備されたVF-5000G、VF-5000T-GとVF-19Pに装備された特殊システム。

## バリエーション
VF-5000B
ドリームキャスト用テレビゲームソフト『マクロスM3』に登場。標準型。ゲーム中ではマクシミリアン・ジーナス、ミリア・ファリーナ・ジーナス、モアラミア・ファリーナ・ジーナスらダンシング・スカル隊の乗機として登場し、それぞれが青・赤・紫のラインマーキングで識別されている。『マクロスプラス GAME EDITION』ではYF-19とYF-21の演習の標的機として登場する。主翼およびコクピット横に統合軍のマークが入っている。
VF-5000G
『マクロス ダイナマイト7』に登場。退役した機体を民間用に改装したモデル。各移民惑星の自警団などで使用されている。ネット弾や粘着弾を装填するショックガンポッドなど、敵の殺傷よりも捕獲に重きを置いた装備を持つ。 一般機と隊長機では頭部のカメラの形状が異なり、一般機のほうがフェイスゴーグルが大きくなっている。頭部のレーザーパルスガンは1基。カラーリングはエメラルドグリーンとイエローと白で、統合軍のマークの代わりに惑星ゾラの銀河パトロール隊のマークが入っている。一般機は頭部のみペールグリーンで塗装されている。
VF-5000T-G
G型の複座仕様。頭部のカメラアイが縦2段式となり、レーザーパルスガンが2基に増設されている。

## その他の登場作品
- マクロスアルティメットフロンティア - 惑星ゾラパトロール隊仕様のG型、T-G型が登場。「ムーンアイランド・プラトーン」ではホシムラ・ユイはブルーグレーのVF-5000Gに搭乗する。

## 商品化
1998年に有限会社スタジオ・ハーフアイより、ガレージキットとして「完全変形 VF-5000」およびスーパーパックが商品化されたが、のちに絶版となった。